# Джонсон, Айзек
Айзек Джонсон (англ. Isaac Johnson; 1 ноября 1803, около Сент-Франсисвилла, Луизиана — 15 марта 1853, Новый Орлеан, Луизиана) — американский политик, 12-й губернатор Луизианы.

## Биография
Айзек Джонсон родился на плантации своего отца около Сент-Франсисвилла, штат Луизиана. Он был четвёртым сыном Джона Хантера Джонсона и Тении Мансон. Его дед, Айзек Джонсон, приехал в эти края в 1770-х годах, а его отец принимал активное участие в боевых действиях в Западной Флориде. Позднее он служил английским офицером во время английской оккупации в Натчезе, Миссисипи, был адвокатом, плантатором, шерифом и судьёй, пока, наконец, не обосновался на плантации Фэйрвью в Луизиане.
Джонсона учили частные учителя, а затем он с помощью отца и дяди Джозефа Джонсона выучил право, был принят в коллегию адвокатов и в 1828 году открыл собственную юридическую практику. В том году Джонсон женился на Шарлотте Макдермотт. Он начал заниматься политикой, в 1833 году стал членом Палаты представителей Луизианы от Демократической партии и занимал эту должность до 1835 года. В 1839 году Джонсон был назначен судьёй.
В 1846 году Джонсон баллотировался от Демократической партии на пост губернатора Луизианы. На выборах, состоявшихся 19 января 1846 года, он победил представителя партии вигов Уильяма Де Байса с перевесом в 2500 голосов. Джонсон был приведён к присяге 12 февраля 1846 года, став первым губернатором, избранным в соответствии с новой Конституцией Луизианы, которая была принята в 1845 году. В своей инаугурационной речи он предложил перенести столицу штата из Нового Орлеана в Батон-Руж, а также подчеркнул важность государственных школ. В 1849 году Капитолий был перенесён в Батон-Руж.
Джонсон решил не переизбираться на второй срок и 28 января 1850 года покинул свой пост. Его преемник, Джозеф Маршалл Уокер, назначил Джонсона генеральным прокурором штата. Он занимал эту должность до своей смерти в 1853 году.
Джонсон умер 15 марта 1853 года от сердечного приступа на веранде отеля в Новом Орлеане и был похоронен на своей плантации. В том же году от жёлтой лихорадки умерли двое из его сыновей.